# صقللي زاده حسن باشا
البكلربك صقللي زاده حسن باشا هو سياسي عثماني شغل منصب والي دمشق.

## مناصبه
تولى المناصب التالية:
- والي حلب
- والي دمشق